# Färjestad BK
Färjestad BK is een Zweedse ijshockeyclub uit Karlstad. De club werd opgericht op 10 november 1932 en heeft ook een tijdje bandy onder zijn hoede gehad. De club is sinds de oprichting van de Swedish Hockey League in 1975 negen maal Zweeds kampioen geweest: in 1981, 1986, 1988, 1997, 1998, 2002, 2006, 2009 en 2011. Met vier overwinningen, is de club de meest succesvolle Zweedse ijshockeyclub van de 21e eeuw.

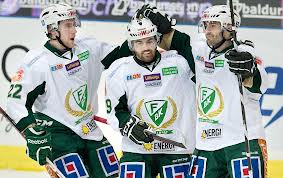
Spelers van Färjestad